# Kunda
Kunda es una ciudad del norte de Estonia, perteneciente al condado de Lääne-Viru (en español condado de Viru Occidental).

## Geografía

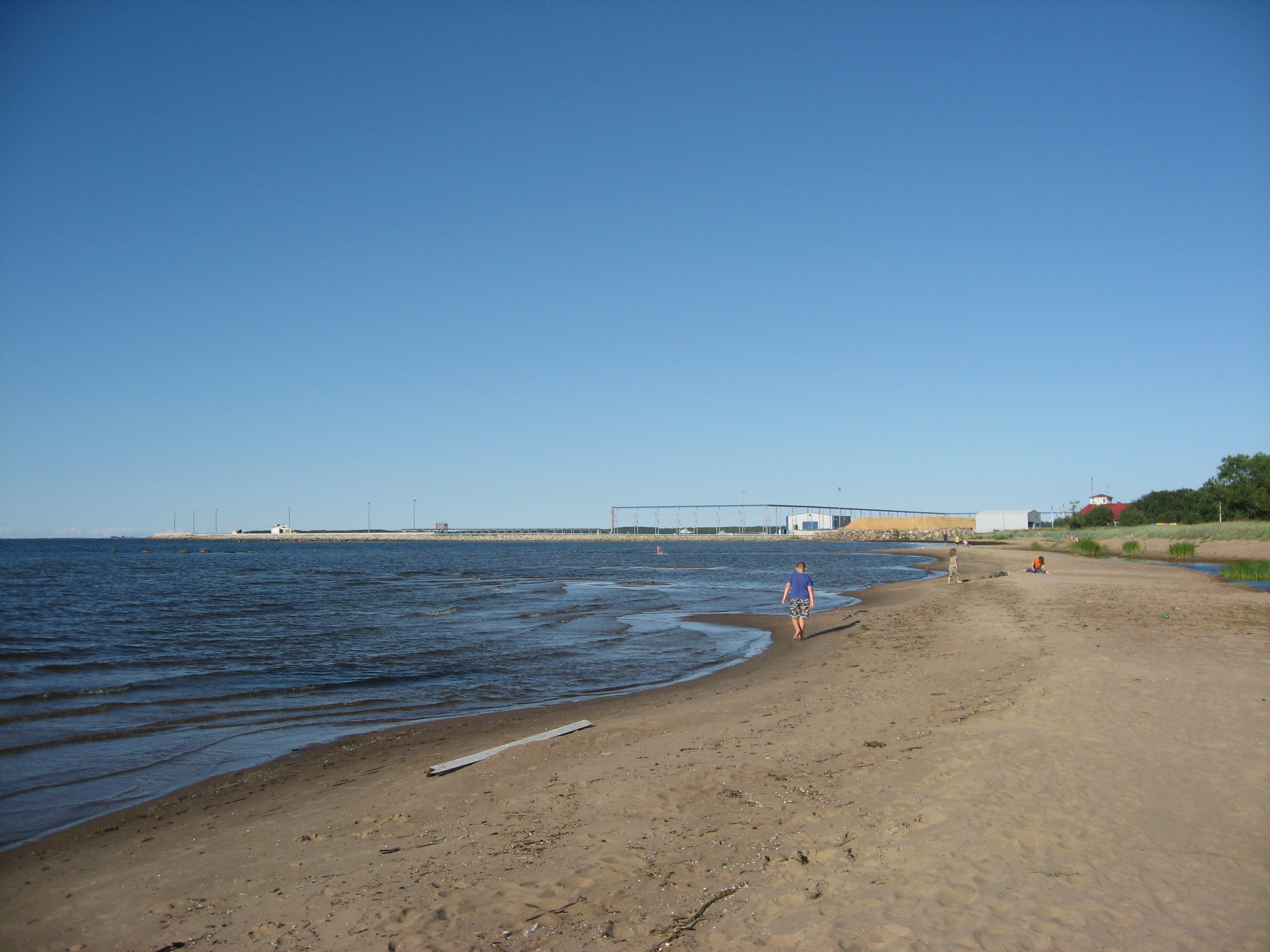
Playa en Kunda.

La ciudad se encuentra situada en la costa del golfo de Finlandia, a 100 kilómetros al este de Tallin. Kunda limita con el municipio rural de Viru-Nigula, que la rodea excepto por el norte donde se encuentra el mar Báltico. La localidad es atravesada por el río Kunda. 

### Clima
| Parámetros climáticos promedio de Kunda (1991-2020)       | Parámetros climáticos promedio de Kunda (1991-2020) | Parámetros climáticos promedio de Kunda (1991-2020) | Parámetros climáticos promedio de Kunda (1991-2020) | Parámetros climáticos promedio de Kunda (1991-2020) | Parámetros climáticos promedio de Kunda (1991-2020) | Parámetros climáticos promedio de Kunda (1991-2020) | Parámetros climáticos promedio de Kunda (1991-2020) | Parámetros climáticos promedio de Kunda (1991-2020) | Parámetros climáticos promedio de Kunda (1991-2020) | Parámetros climáticos promedio de Kunda (1991-2020) | Parámetros climáticos promedio de Kunda (1991-2020) | Parámetros climáticos promedio de Kunda (1991-2020) | Parámetros climáticos promedio de Kunda (1991-2020) |
| Mes                                                       | Ene.                                                | Feb.                                                | Mar.                                                | Abr.                                                | May.                                                | Jun.                                                | Jul.                                                | Ago.                                                | Sep.                                                | Oct.                                                | Nov.                                                | Dic.                                                | Anual                                               |
| --------------------------------------------------------- | --------------------------------------------------- | --------------------------------------------------- | --------------------------------------------------- | --------------------------------------------------- | --------------------------------------------------- | --------------------------------------------------- | --------------------------------------------------- | --------------------------------------------------- | --------------------------------------------------- | --------------------------------------------------- | --------------------------------------------------- | --------------------------------------------------- | --------------------------------------------------- |
| Temp. máx. abs. (°C)                                      | 9.6                                                 | 11.1                                                | 15.8                                                | 27.6                                                | 33.1                                                | 34.1                                                | 33.9                                                | 34.4                                                | 29.0                                                | 21.2                                                | 13.7                                                | 11.8                                                | 34.4                                                |
| Temp. máx. media (°C)                                     | −1.0                                                | −1.2                                                | 2.6                                                 | 8.8                                                 | 14.7                                                | 18.9                                                | 21.8                                                | 20.9                                                | 16.1                                                | 9.5                                                 | 4.0                                                 | 0.9                                                 | 9.7                                                 |
| Temp. media (°C)                                          | −3.3                                                | −4.0                                                | −0.8                                                | 4.4                                                 | 9.8                                                 | 14.4                                                | 17.5                                                | 16.5                                                | 12.2                                                | 6.7                                                 | 1.9                                                 | −1.1                                                | 6.2                                                 |
| Temp. mín. media (°C)                                     | −5.7                                                | −6.7                                                | −4.0                                                | 0.8                                                 | 5.3                                                 | 10.1                                                | 13.2                                                | 12.4                                                | 8.6                                                 | 4.0                                                 | −0.2                                                | −3.2                                                | 2.9                                                 |
| Temp. mín. abs. (°C)                                      | −33.1                                               | −34.9                                               | −27.7                                               | −19.0                                               | −5.3                                                | −0.2                                                | 2.9                                                 | 2.7                                                 | −3.4                                                | −10.6                                               | −19.7                                               | −34.9                                               | −34.9                                               |
| Precipitación total (mm)                                  | 38                                                  | 29                                                  | 27                                                  | 29                                                  | 41                                                  | 68                                                  | 61                                                  | 76                                                  | 54                                                  | 61                                                  | 52                                                  | 38                                                  | 574                                                 |
| Días de precipitaciones (≥ 1 mm)                          | 9                                                   | 6                                                   | 7                                                   | 7                                                   | 6                                                   | 8                                                   | 9                                                   | 11                                                  | 11                                                  | 11                                                  | 11                                                  | 10                                                  | 106                                                 |
| Humedad relativa (%)                                      | 87                                                  | 85                                                  | 80                                                  | 75                                                  | 72                                                  | 76                                                  | 78                                                  | 80                                                  | 81                                                  | 83                                                  | 86                                                  | 86                                                  | 80.8                                                |
| Fuente: Servicio de meteorología e hidrografía de Estonia |                                                     |                                                     |                                                     |                                                     |                                                     |                                                     |                                                     |                                                     |                                                     |                                                     |                                                     |                                                     |                                                     |

## Historia
Kunda ha dado su nombre a la cultura prehistórica de Kunda, que se remonta a hace 8000 años, ya que en sus proximidades se halló el primer asentamiento de esta sociedad compuesta de cazadores y pescadores.
La primera mención documental de Kunda data del año 1241 donde aparece con el nombre de Gundas. El municipio adquirió relevancia gracias a la construcción de un puerto en el año 1870, ya en 1938 le fueron dados los derechos de ciudad.

## Demografía
| Evolución de la población del municipio de Kunda | Evolución de la población del municipio de Kunda | Evolución de la población del municipio de Kunda | Evolución de la población del municipio de Kunda | Evolución de la población del municipio de Kunda | Evolución de la población del municipio de Kunda |
| Año                                              | 1959                                             | 1970                                             | 1979                                             | 1989                                             | 2007                                             |
| ------------------------------------------------ | ------------------------------------------------ | ------------------------------------------------ | ------------------------------------------------ | ------------------------------------------------ | ------------------------------------------------ |
| Población                                        | 3.776                                            | 5.226                                            | 4.828                                            | 5.037                                            | 3.783                                            |

## Economía e infraestructuras

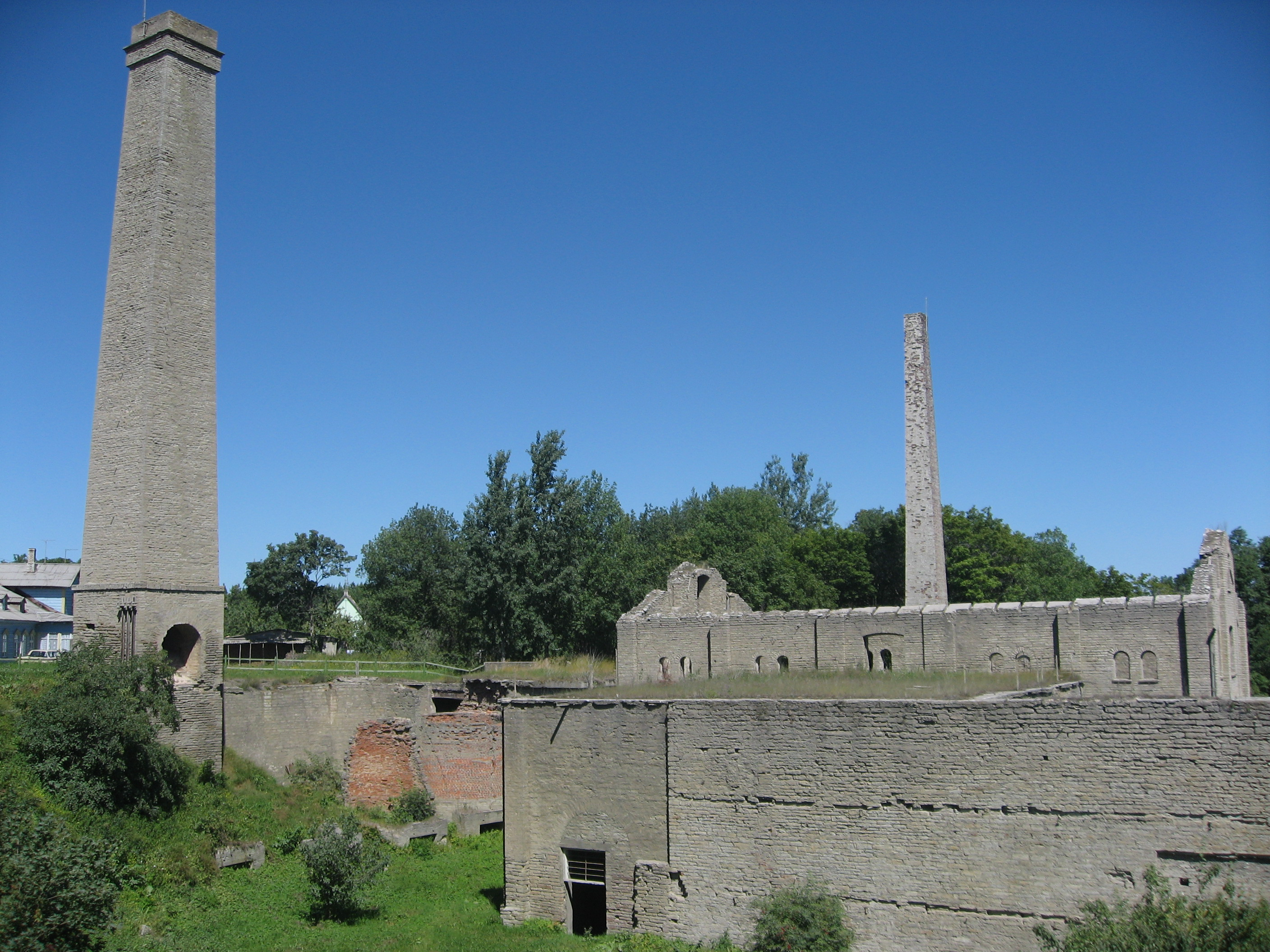
Antigua fábrica de cemento.

Kunda posee un puerto con gran importancia regional ya que desde él se exporta madera y sus derivados y sobre todo cemento, producto que Kunda fábrica desde hace más de cien años. El puerto tiene una profundidad de hasta 9,5 metros, pudiendo atracar buques con una carga de hasta 8000 toneladas.
Además en Kunda se puso en funcionamiento la primera central hidroeléctrica de los países bálticos en 1893. 
Kunda es sede de algunas importantes empresas, como son la Kunda Nordic Cement Corporation y el Grupo Heinzel (productor de celulosa).

## Turismo
Entre otros lugares de interés Kunda alberga una pequeña iglesia y un museo dedicado al cemento. 

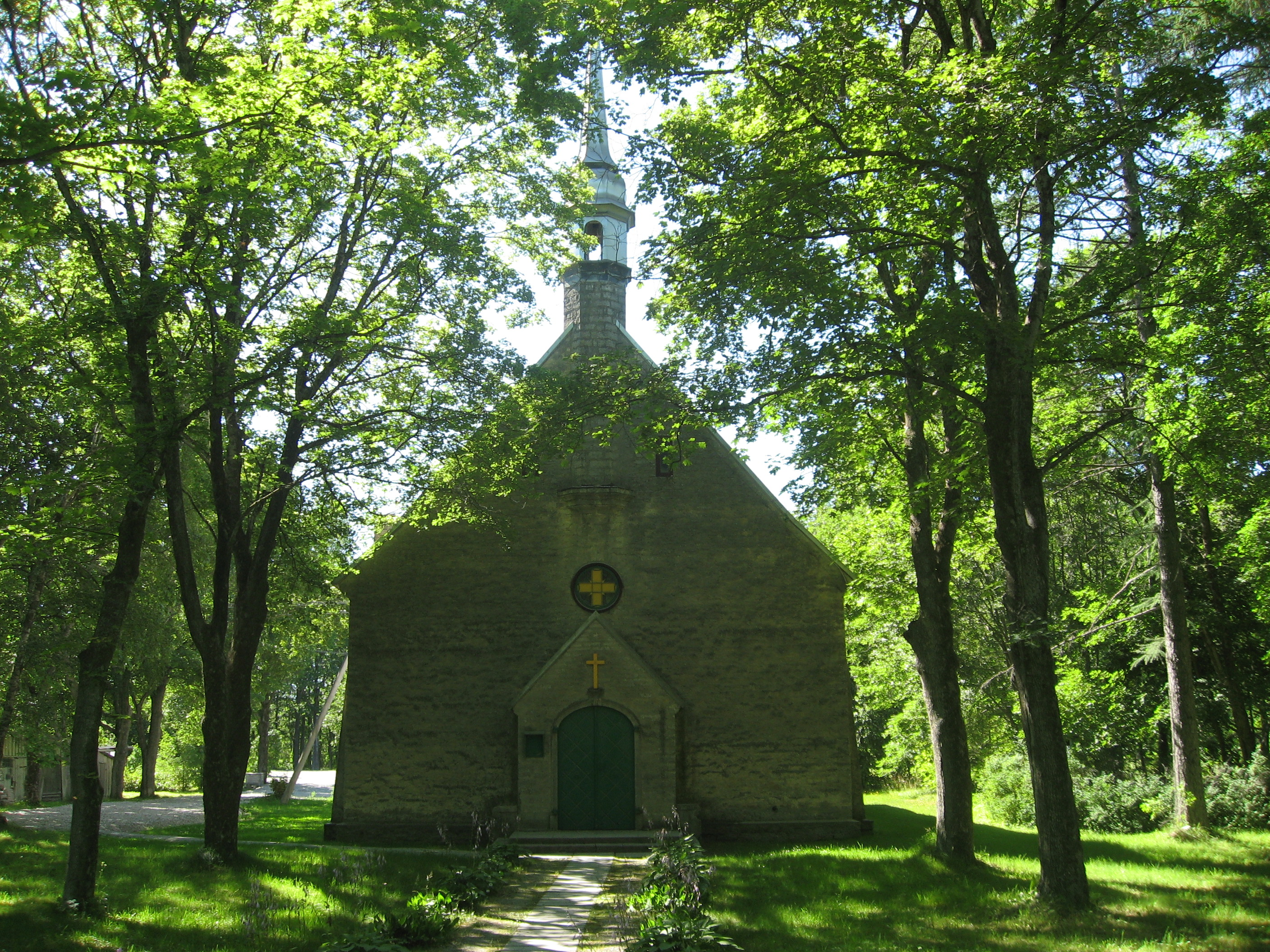
Iglesia de Kunda.

Al noroeste de la ciudad se localizan las ruinas del castillo de Toolse, último de los castillos construidos por la Orden de Livonia, situado al borde del mar para poder defender la bahía de Toolse de los ataques de los piratas, fue destruido durante la Gran guerra del norte.
A 13 kilómetros al oeste de la ciudad se encuentra la base aérea de Kunda, que albergaba en época soviética un escuadrón de Su-17.

## Ciudades hermanadas
| Ciudades hermanadas con Sillemäe | Ciudades hermanadas con Sillemäe | Ciudades hermanadas con Sillemäe |
| País                             | Ciudad                           | desde                            |
| -------------------------------- | -------------------------------- | -------------------------------- |
| Letonia                          | Brocēni                          |                                  |
| Polonia                          | Gdynia                           | 2001                             |
| Finlandia                        | Seinäjoki                        |                                  |
| Suecia                           | Söderhamn                        |                                  |

## Personajes ilustres
Michael Wittlich (1866-1933), Químico. Ernst Julius Öpik (1893-1985) Teorizó la existencia de la Nube de Öpik-Oort.